# Boldogvölgy
A Boldogvölgy (eredeti cím: Happy Valley) 2010-től futó angol televíziós 2D-s számítógépes animációs sorozat, amelynek a rendezője Meinir Lynch, az írója Meinir Lynch, a zeneszerzője Dyfan Jones. Műfaját tekintve oktató- és zenés filmsorozat. Magyarországon az M2 adta.

## Ismertető
Boldogvölgy-ben a gyerekeket Nóri néni tanítja, akikkel megismerteti, hogy a körülöttük levő emberek világa, hogy működik. Énekelnek, táncolnak és körbejárják a házaik környékét is. A gyerekek tanulnak az állatok és növények világáról is. A történetek végigkísérésével megismerhető, miről tanulnak a gyerekek.

## Szereplők
- Nóri néni – A gyerekek tanítónénije.
- Évi – Vörös hajú kislány, aki szereti az esőt, mert szeret a pocsolyákba lépkedni.
- Peti – Sötétbarna hajú fiú, aki Évi testvére a csoportban.
- Amál – Fekete hajú lány, aki nem szereti a szelet, mert fázik ha fúj.
- Alan – Világosbarna hajú lány, aki szereti a napot, különösen azért mert ehet jégkrémet.
- Dani – Szőke hajú, kék szemű fiú, aki szereti a felhőket, azért mert hasonlítanak a birkákra.
- Melinda – Sötétbarna hajú, barna szemű lány, aki szereti a madarakat nézni.
- Maja – Fekete hajú, barna szemű lány, aki szeret tanulni.
- Kristóf – Barna hajú, barna szemű fiú, aki szeret játszani.
- Sanyi – Fekete hajú, barna szemű fiú, aki szeret a munkában segíteni.

## Magyar változat
Narrátor: Zakariás Éva
Magyar szöveg: Csányi Zita, Katona László
Szerkesztő: Horváth Márta
Munkatársak: Tóth Imre, Schupkégel Sándor, Sz. Nagy Ildikó, Derzsi Kovács Éva, Árvay Zsuzsa
A magyar változatot az MTVA megbízásából a Masterfilm Digital készítette.
Produkciós vezető: Bor Gyöngyi

## Epizódok

### 1. évad
1. Őszi eső
2. Feketerigó
3. A hegyen egy fa
4. Van ott még egy kecske?
5. Táncoló levelek
6. Gyía, kiscsikó!
7. Reggeli felkelés
8. A föld másik oldala
9. Csacsi
10. Takaros kis ház
11. Hajóztál már?
12. Az éhes vörösbegy
13. Orvoshoz kell menni
14. Madárijesztő
15. Autók
16. Bevásárlás
17. Tanya
18. Napolaj
19. Hóvirág
20. Jó éjszakát!

### 2. évad
1. Karácsonyfa
2. A vonat
3. Hess, kis madarak!
4. Hajófestés
5. Fázós madárijesztő
6. Sütemény sütés
7. Sárkányeregetés
8. Hópelyhek
9. A postás
10. A kastély
11. A piacon
12. Etetés
13. Nyári mókázás
14. Fantasztikus születésnap
15. Kincskeresés
16. A szivárvány
17. Az óra
18. Bolygók
19. Fakuckóház
20. Az új kedvenc
21. Kempingezés
22. Kertészkedés
23. Reggeli
24. Babaház
25. A folyó
26. Beszállás
27. Tánc
28. Ugróiskola
29. Palacsinta
30. A freskó
31. Dinoszauruszok
32. A park